# 내겐 너무 무식한 당신
《내겐 너무 무식한 당신》은 1994년 11월 18일에 MBC에서 방영한 베스트극장이다.

## 줄거리
상호가 정육점을 하고 있는 건물 2층으로 시립단원인 첼리스트 한주가 이사를 온다. 한주는 멋진 연주가를 목표로 첼로에 모든 것을 걸고 있지만 일상은 뒤죽박죽이다. 연습실에서는 늘 박자를 놓쳐 야단을 맞고, 집에서는 사고뭉치 동생이 또 일을 저질러 처리 비용을 요구해 오고, 식사는 굶기 일쑤이며 방안은 늘 지저분한다. 상호는 그런 한주를 곁에서 지켜보며 연습할 때는 뱃심이 필요하다며 고깃국도 챙겨주고, 비록 고기 냉동차이기는 하지만 차에 태워다 주기도 한다. 한주는 처음에 무식하다고 상호를 차갑게 대하다가 상호의 성실한 태도와 진실된 마음에 점차 이끌리기 시작한다.

## 등장 인물

### 주요 인물
- 송채환 : 한주 역
- 안승훈 : 상호 역

### 그 외 인물
- 김형일
- 백윤식
- 차윤회
- 박경순
- 전희룡
- 안승미
- 최영재
- 김수현
- 임현주
- 김윤정
- 오지연